# Columba malherbii
Columba malherbii е вид птица от семейство Гълъбови (Columbidae). Видът е почти застрашен от изчезване.

## Разпространение
Видът е разпространен в Екваториална Гвинея и Сао Томе и Принсипи.